# Деамбулаторій

Деамбулаторій позначено рожевим

Деамбулато́рій (від лат. deambulo: лат. de «за» + лат. ambulo, ambio «простір») — круговий обхід довкола головної апсиди, що є продовженням бічних нефів.
Деамбулаторій призначається для паломників (прочан), що минаючи їх, могли споглядати на храмові реліквії на капелах й вклонятися й хреститися ним.